# Никола Лефтеров
Никола (Кольо) Лефтеров Павлов е български офицер (капитан) и революционер, поройски войвода на Върховния македоно-одрински комитет и командир на рота в Македоно-одринското опълчение.

## Биография

### Във Върховния комитет
Лефтеров е роден в 1876 година във варненското село Гевреклер, тогава в Османската империя, днес Калиманци, България. Постъпва като войник в редовете на 8-и Приморски полк през 1895 г. Завършва полковата учебна команда и на 1 април 1896 г. е произведен в чин младши унтер офицер. През март 1899 г. е уволнен от служба с чин старши унтер офицер от 8-а рота. Членува в Народното стрелково дружество, учредено във Варна на 10 септември 1900 година и подготвя и обучава новопостъпили членове в него. Произведен е в звание фелдфебел.
Лефтеров влиза във ВМОК и оглавява чета на организацията, действаща в Кочанско. При разкола в организацията Лефтеров е сред привържениците на крилото на генерал Иван Цончев. От 1901 година е войвода на чета, действаща в Поройско, Петричко и Струмишко.
Лефтеров набира четниците си предимно от Варна и Варненско. Знамето му е дар от Варненския хлебарски еснаф, изработено от Олга Христова Шотова, дъщеря на Христо Шотов от Загоричани. Знаменосец му е Любен Станчев. Тъй като Лефтеров е постоянно в Македония, в 1902 година жена му Пенка Николова моли за финансова помощ Варненското македоно-одринско дружество, тъй като не успява да гледа малкото си детенце.
Лефтеров участва в Горноджумайското въстание през септември 1902 година, като действа в Горноджумайско и Петричко, заедно с четата на поручик Тодор Саев, като се сражава при селата Сърбиново и Градево. След разгрома на въстанието се оттегля в Княжеството.
В началото на април 1903 година Лефтеров минава границата и навлиза в Малешевската планина, начело на чета от 36 души. На 8 април четата се притичва на помощ на обградените чети на ВМОРО под ръководството на Никола Дечев, Христо Чернопеев и Коста Мазнейков и участва в голямо сражение с османските войски. Четата на Лефтеров губи 11 души.
През септември 1903 година по време на Илинденско-Преображенското въстание четата на Никола Лефтеров заедно с тези на поручик Александър Манов и подпоручик Христо Танушев и други част от отряда на полковник Анастас Янков и генерал Цончев (400 души), който действа в Серски революционен окръг и Разложко. Лефтеров участва в Боя при село Пирин.
След въстанието в 1905 година Никола Лефтеров действа в Струмишко и Малешево.
На 23 май 1905 година Чернопеев напада върховистката чета на поручик Константин Настев, но на върховистите се явава на помощ четата на Никола Лефтеров, която напада Чернопеев в гръб. В сражението има убити и ранени и от двете страни.
На 31 декември 1906 година е произведен в звание подпоручик и продължава службата си в Българската армия.
Към 1907 година капитан Лефтеров работи като втори секретар в българското търговско агенстство в Солун – длъжност, която е прикритие за българските военни разузнавачи в Османската империя.

### През Балканската война
През Балканската война в 1912 година Лефтеров оглавява партизанска рота, която по-късно става 4 рота на 10 прилепска дружина на Македоно-одринското опълчение. Отрядът на Лефтеров, съставен предимно от доброволци от Малешево, при обявяването на войната минава границата още на 30 септември. На 4 октомври Лефтеров прекъсва съобщенията между Горна Джумая – Царево село – Струмица. На 5 октомври четата, подкрепена от местната милиция на селата Габрово, Покровник и Падеш, заема Елешнишката клисура, през която минава пътят Горна Джумая – Царево село и разбива турски обоз, като пленява 40 коня и храни. На следния ден води сражения с отстъпващите пред настъплението на Седма пехотна рилска дивизия турски части. На 8/21 октомври партизанската част на Лефтеров разбива турска рота в местността Занога край Пехчево.
На 9/22 октомври подпоручик Лефтеров с 400 души милиция и една рота на 7 дивизия заема град Пехчево, посрещнати радостно българското население. Произведен в чин поручик на 14.07.1913 г.
Според военния историк Йоно Митев Лефтеров е един от най-успешните партизански командири по време на Балканската война.
| Чета на МОО с командир Никола Лефтеров | Чета на МОО с командир Никола Лефтеров                  | Чета на МОО с командир Никола Лефтеров | Чета на МОО с командир Никола Лефтеров | Чета на МОО с командир Никола Лефтеров | Чета на МОО с командир Никола Лефтеров                   |
| Номер                                  | Име                                                     | Години                                 | Околия                                 | Селище                                 | Бележки                                                  |
| -------------------------------------- | ------------------------------------------------------- | -------------------------------------- | -------------------------------------- | -------------------------------------- | -------------------------------------------------------- |
|                                        | подпоручик Никола Лефтеров                              | 36                                     | Варненско                              | Гевреклер                              |                                                          |
|                                        | редник Алекси Димов                                     |                                        |                                        |                                        |                                                          |
|                                        | редник Андрей (Андрея) Георгиев Андреев                 | 29                                     | Варненско                              | Кестрич                                |                                                          |
|                                        | редник Антон Николов                                    |                                        |                                        |                                        |                                                          |
|                                        | четник Атанас Гирганов                                  |                                        |                                        |                                        |                                                          |
|                                        | редник Атанас Димитров                                  |                                        |                                        |                                        |                                                          |
|                                        | редник Атанас Костов                                    |                                        |                                        |                                        |                                                          |
|                                        | редник Атанас Николов Златев                            | 30                                     | Варненско                              | Здравец                                |                                                          |
|                                        | редник Благой Михайлов                                  |                                        |                                        |                                        |                                                          |
|                                        | четник Блажи Матов                                      |                                        |                                        |                                        |                                                          |
|                                        | четник Вангел С. Пърчев                                 |                                        | Костурско                              | Загоричани                             | орден „За храброст“ IV степен                            |
|                                        | четник Васил Димитров                                   | 26                                     | Костурско                              | Загоричани                             | орден „За храброст“ IV степен                            |
|                                        | четник Васил Панов                                      |                                        |                                        |                                        | на 17 юни 1913 година                                    |
|                                        | Васил Попов                                             | 38                                     | Леринско                               | Горно Върбени                          | убит на 17 юни 1913 година                               |
|                                        | редник Величко Николов                                  |                                        |                                        |                                        |                                                          |
|                                        | редник Владимир Николов                                 |                                        |                                        |                                        |                                                          |
|                                        | младши подофицер Георги Д. Докторов                     |                                        |                                        |                                        |                                                          |
|                                        | редник Георги Желев                                     |                                        |                                        |                                        |                                                          |
|                                        | четник Георги Иванов                                    |                                        |                                        |                                        |                                                          |
|                                        | редник Георги Костадинов                                |                                        |                                        |                                        |                                                          |
|                                        | четник Георги Костов                                    |                                        |                                        |                                        |                                                          |
|                                        | редник Георги Рандев                                    |                                        |                                        |                                        |                                                          |
|                                        | редник Георги Тодоров                                   |                                        |                                        |                                        |                                                          |
|                                        | младши подофицер Герчо Наумов                           |                                        |                                        |                                        |                                                          |
|                                        | редник Григор Кочев                                     |                                        |                                        |                                        |                                                          |
|                                        | редник Димитър Драганов                                 |                                        |                                        |                                        |                                                          |
|                                        | младши подофицер Димитър М. Краличев                    |                                        |                                        |                                        |                                                          |
|                                        | четник Димитър С. Тръпков                               |                                        | Леринско                               | Горно Върбени                          | орден „За храброст“ IV степен                            |
|                                        | четник Димитър Тръпков                                  |                                        |                                        |                                        |                                                          |
|                                        | редник Димитър Г. Черкезов                              | 27                                     | Леринско                               | Горно или Долно Клещино                |                                                          |
|                                        | четник Димитър Шиков                                    |                                        |                                        |                                        |                                                          |
|                                        | редник Димо Михайлов                                    |                                        |                                        |                                        |                                                          |
|                                        | редник Дочо Шопов                                       |                                        |                                        |                                        |                                                          |
|                                        | редник Желю Иванов                                      |                                        |                                        |                                        |                                                          |
|                                        | редник Захари Станоев (Станев)                          |                                        | Костурско                              | Загоричани                             |                                                          |
|                                        | четник Иван Д. Узунов                                   |                                        |                                        |                                        |                                                          |
|                                        | четник Иван Димитров                                    |                                        |                                        |                                        |                                                          |
|                                        | редник Иван Христов                                     |                                        |                                        |                                        |                                                          |
|                                        | четник Иван Христов                                     |                                        |                                        |                                        |                                                          |
|                                        | редник Илия Димитров Кенков                             |                                        | Костурско                              | Косинец                                |                                                          |
|                                        | редник Илия Д. Кожухаров                                |                                        |                                        |                                        |                                                          |
|                                        | четник Илия Павлов                                      |                                        |                                        |                                        |                                                          |
|                                        | редник Калуд Тодоров                                    |                                        |                                        |                                        |                                                          |
|                                        | четник Коста Иванов                                     |                                        |                                        |                                        |                                                          |
|                                        | четник Коста Лазаров                                    |                                        |                                        |                                        |                                                          |
|                                        | четник Костадин Давидков                                |                                        |                                        |                                        |                                                          |
|                                        | четник Кузман Палев                                     |                                        |                                        |                                        |                                                          |
|                                        | редник Лазар Костантинов                                |                                        |                                        |                                        |                                                          |
|                                        | четник Ламбо Илиев                                      | 34                                     | Охридско                               | Велгощи                                |                                                          |
|                                        | четник Ламбо Комитов                                    | 26                                     | Варненско                              | Голям Аладън                           |                                                          |
|                                        | редник Любен Станчев                                    | 27                                     | Варненско                              | Варна                                  | орден „За храброст“ IV степен                            |
|                                        | четник Милен М. Байрактаров                             |                                        |                                        |                                        |                                                          |
|                                        | четник Минко В. Спиров                                  |                                        |                                        |                                        |                                                          |
|                                        | редник Михал Анастасов                                  | 22                                     | Балчишко                               | Балчик                                 | орден „За храброст“ IV степен, орден „За военна заслуга“ |
|                                        | четник Михал Вълчев                                     | 36                                     | Ахъчелебийско                          | Аламидере                              |                                                          |
|                                        | редник Михал Тонев                                      |                                        |                                        |                                        |                                                          |
|                                        | четник Наум Атанасов                                    |                                        |                                        |                                        |                                                          |
|                                        | четник Наум Попов                                       | 36                                     | Битолско                               | Смилево                                |                                                          |
|                                        | четник Наум Христов                                     |                                        |                                        |                                        |                                                          |
|                                        | редник Неделчо П. Свещаров                              |                                        |                                        |                                        |                                                          |
|                                        | ефрейтор Недялко Михайлов                               |                                        |                                        |                                        |                                                          |
|                                        | четник Пандели (Пантелей) С. Просков                    |                                        | Леринско                               | Горно Върбени                          | уволнен по болест на 31 декември 1912 година             |
|                                        | четник Пандо М. Попов                                   | 27                                     | Кайлярско                              | Емборе                                 | орден „За храброст“ IV степен                            |
|                                        | редник Паун Ангелов                                     | 28                                     | Горноджумайско                         | Струмски чифлик                        | орден „За храброст“ ІV степен.                           |
|                                        | четник Паун Тасев                                       |                                        |                                        |                                        |                                                          |
|                                        | четник Петър Ангелов                                    | 30                                     | Охридско                               | Конско                                 |                                                          |
|                                        | четник Петър Иванов                                     |                                        |                                        |                                        |                                                          |
|                                        | четник Петър Марков                                     |                                        |                                        |                                        |                                                          |
|                                        | четник Петър (Пешо) Михайлов Байрактаров (Байрактарски) |                                        |                                        |                                        | умрял от холера на 28 май 1913 година край село Полаки   |
|                                        | четник Сарафим Пешев                                    |                                        |                                        |                                        |                                                          |
|                                        | четник Симеон Христов                                   |                                        |                                        |                                        |                                                          |
|                                        | редник Слави Пасков                                     |                                        |                                        |                                        |                                                          |
|                                        | четник Спиро Василев                                    | 37                                     | Костурско                              | Бъмбоки                                |                                                          |
|                                        | четник Спиро Н. Филев                                   |                                        |                                        |                                        |                                                          |
|                                        | четник Спиро Петличков                                  | 21                                     | Костурско                              | Загоричани                             |                                                          |
|                                        | четник Стефан Д. Турунджиев                             |                                        | Костурско                              | Бобища                                 | бронзов медал                                            |
|                                        | четник Стефан Киряков                                   |                                        |                                        |                                        |                                                          |
|                                        | младши подофицер Стойко Михайлов                        |                                        |                                        |                                        |                                                          |
|                                        | редник Стою Георгиев                                    |                                        |                                        |                                        |                                                          |
|                                        | четник Ташко Костов                                     | 38                                     | Леринско                               | Горно Върбени                          | орден „За храброст“ IV степен“                           |
|                                        | четник Тодор Иванов                                     |                                        |                                        |                                        |                                                          |
|                                        | редник Тодор Коларов                                    |                                        |                                        |                                        |                                                          |
|                                        | редник Тодор С. Чобанов                                 |                                        |                                        |                                        |                                                          |
|                                        | четник Тома Митов                                       |                                        |                                        |                                        |                                                          |
|                                        | четник Трайко Николов                                   |                                        |                                        |                                        |                                                          |
|                                        | редник Филчо Георгев                                    |                                        |                                        |                                        |                                                          |
|                                        | младши подофицер Христо Кърнев                          |                                        |                                        |                                        |                                                          |
|                                        | редник Христо Стоянов                                   |                                        |                                        |                                        |                                                          |
|                                        | ефрейтор Христо Томов                                   |                                        |                                        |                                        |                                                          |
|                                        | четник Христо Трайков                                   |                                        |                                        |                                        |                                                          |
|                                        | редник Христо Янев                                      |                                        |                                        |                                        |                                                          |
|                                        | редник Янко Генов                                       |                                        |                                        |                                        |                                                          |
|                                        | четник Янчо Иванов                                      |                                        |                                        |                                        |                                                          |

### През Първата световна война
След окупацията на Вардарска Македония от Сърбия Никола Лефтеров се включва с четата си в съпротивата на ВМОРО. В началото на ноември 1914 година четите Лефтеров и Димитър Недков извършват атентати на Карадачкия и Водосирския мост при Демир Капия и в започналото сражение убиват 40 души сръбски войници и един офицер. На 20 март 1915 година Лефтеров участва във Валандовската акция.
През Първата световна война капитан Лефтеров отново командва партизанска рота, съставена от бивши революционни дейци, като Петър Лесев, Ездра Флорентин, Гаврил Стоилов, Лазар Тодоров, Илия Дилберов, Стоян Чочков, Лазар Кльонков, Спиро Дильов, Стоян Николов. На 22.09.1917 година Никола Лефтеров е произведен в чин капитан. Носител е на два ордена „За храброст“. На 1 април 1917 г. е удостоен и с германски „Железен кръст“.
В края на 1916 г. Партизанската рота е изпратена в района на Охрид и Поградец, със задача да води разузнаване в тила на противника и да организира албански доброволци на българска служба. Последните са зачислени в състава на ротата, като броят им варира в следващите години.
През есента на 1917 г., вследствие на френско настъпление в района, ротата понася загуби и е изтеглена от фронтовата линия при Поградец. Предислоцирана е в Тетово, а взводовете ѝ са разпръснати по българо-австрийската граница. Новите задачи пред нея са преследване на разбойнически банди и разузнаване в тила на австрийските войски в Албания и Косово. Подчинена е на Македонската военноинспекционна област.

### След войните
След войните капитан Никола Лефтеров е арестуван заедно с генерал Александър Протогеров и Тодор Александров през м. ноември 1919 г., по разпореждане на новия министър-председател Александър Стамболийски. В рамките на следващите няколко седмици и тримата, по различен начин, успяват да избягат от Централния софийски затвор. След кратък престой в нелегалност се установява в село Страшимирово, където в 1928 година спомага за откриване на първото училище.
На 30 април 1943 година, като жител на Страшимирово, подава молба за българска народна пенсия, която е одобрена и пенсията е отпусната от Министерския съвет на Царство България.
В 2007 година в Страшимирово е поставена паметна плоча на Никола Лефтеров.

## Галерия
- Обединените чети на ВМК по време на Илинденското въстание, водени от Никола Лефтеров, Анастас Янков, Христо Танушев и вероятно Александър Манов
- Обединена чета на Анастас Янков, Христо Танушев и Никола Лефтеров.
- Четата на Лефтеров
- Четата на Никола Лефтеров, 1903 г.
- Любен Станчев от Варна, знаменосецът на четата на Никола Лефтеров.
- Знамето на четата бродирано от Олга Шотова (вляво)
- Паметна плоча на Лефтеров пред кметството на село Страшимирово
- Пенсионерски клуб „Никола Лефтеров“, с. Страшимирово